# Dargobądz (gmina)
Dargobądz (do 1946 Drogobądź) – dawna gmina wiejska istniejąca w latach 1945–1954 w woj. szczecińskim (dzisiejsze woj. zachodniopomorskie). Siedzibą władz gminy był Dargobądz.
Gmina o nazwie Drogobądź powstała w grudniu 1945 na terenie tzw. Ziem Odzyskanych (tzw. III okręg administracyjny – Pomorze Zachodnie), jako jedna z 3 gmin zbiorowych, na które podzielono powiat woliński. 28 czerwca 1946 gmina Dargobądz weszła w skład nowo utworzonego woj. szczecińskiego.
Według stanu z 1 lipca 1952 gmina składała się z 14 gromad: Dargobądz, Darzowice, Jarzębowo, Kodrąb, Kodrąbek, Lubin, Ładzin, Mokrzyca Mała, Mokrzyca Wielka, Płocin, Sułomino, Unin, Wapnica i Wicko. Gmina została zniesiona 29 września 1954 wraz z reformą wprowadzającą gromady w miejsce gmin. Jednostki nie przywrócono 1 stycznia 1973 wraz z kolejną reformą reaktywującą gminy, a jej dawny obszar wszedł głównie w skład nowej gminy Wolin.